# Klížska Nemá
Klížska Nemá est un village de Slovaquie situé dans la région de Nitra.

## Histoire
Première mention écrite du village en 1268.

## Démographie

### Évolution de la population
| Année:               | 1994. | 2004.   | 2014.   | 2024.    |
| -------------------- | ----- | ------- | ------- | -------- |
| Nombre de personnes: | 591   | 546     | 496     | 426      |
| Différence:          |       | -7,61 % | -9,15 % | -14,11 % |

| Année:               | 2023. | 2024.   |
| -------------------- | ----- | ------- |
| Nombre de personnes: | 429   | 426     |
| Différence:          |       | -0,69 % |